# (6070) Rheinland
(6070) Rheinland (1991 XO1) – planetoida z pasa głównego asteroid okrążająca Słońce w ciągu 3,69 lat w średniej odległości 2,39 j.a. Odkryta 10 grudnia 1991 roku.